# Сафонов, Даниил Юрьевич
Дании́л Ю́рьевич Сафо́нов (укр. Даніїл Юрійович Сафонов; 24 октября 1993, Донецк — 2 мая 2022, Мариуполь) — украинский полицейский и военнослужащий Вооружённых сил Украины, участник российско-украинской войны. Герой Украины (2023, посмертно).

## Биография
Даниил Сафонов родился 24 октября 1993 года в Донецке.
В 2014 году после начала российско-украинской войны, переехал к бабушке в Мариуполь. Впоследствии перебрался в Теребовлю на Тернопольщине, где жила его сестра, которая также в 2014 году выехала из Донецка из-за войны.
Служил по контракту в 44-й отдельной артиллерийской бригаде.
В 2019 году после окончания контракта вернулся в Мариуполь, где вступил в ряды патрульной полиции. С началом российского вторжения в Украину в 2022 году защищал город. В апреле 2022 года передислоцировался со сослуживцами на завод «Азовсталь», где погиб 2 мая.
Похоронен 21 июня 2022 года в Теребовле Тернопольской области.
Остались родители, брат и сын.

## Награды
- Звание «Герой Украины» с удостоением ордена «Золотая Звезда» (2023, посмертно) — за личное мужество и героизм, проявленные в защите государственного суверенитета и территориальной целостности Украины, верность военной присяге[1].